# Маложин (Брагінський район)
Маложин — (біл. аграгарадок Малажын), агромістечко (аграгарадок) в складі Брагінського району розташоване в Гомельській області Білорусі. Агромістечко підпорядковане Маложинській сільській раді є центром однойменної сільської ради, у ньому мешкає 599 осіб (станом на 2004 рік).
Агромістечко Маложин розташоване на південному сході Білорусі, у південній частині Гомельської області, за 24 кілометри східніше від районного центру Брагіна.